# Herona
Genre
Le genre Herona regroupe des insectes lépidoptères appartenant à la famille des Nymphalidae et à la sous-famille des Apaturinae.

## Dénomination
Le nom Herona leur a été donné par Henry Doubleday en 1848.

## Liste des espèces
- Herona marathus Doubleday, 1848; présent en Inde, Birmanie et Thaïlande.
  - Herona marathus mathus
  - Herona marathus andamana Moore ;
  - Herona marathus angustata Moore, [1879] ;
  - Herona marathus marathon Fruhstorfer, 1906 ;
  - Herona marathus stellaris Tsukada, 1991

- Herona sumatrana Moore, 1881 ; présent à Bornéo et Java.
  - Herona sumatrana sumatrana à Sumatra.
  - Herona sumatrana djarang Fruhstorfer, 1893 ; à Nias.
  - Herona sumatrana dusuntua Corbet, 1937; en Malaisie.
  - Herona sumatrana pringondani Fruhstorfer, 1893 ; à Bali.
  - Herona sumatrana schoenbergi Staudinger ; à Bornéo.